# Rock 'n' Roll Junkie
Rock 'n' Roll Junkie is een Nederlandse documentaire uit 1994 over het (dagelijkse) leven van Herman Brood, thuis en op tournee.
Vier documentairemakers volgden hun jeugdidool twee jaar lang. Om een compleet beeld te krijgen van Broods leven, spraken ze met zijn bandleden, zijn vriendinnen en zijn moeder.
Rock 'n' Roll Junkie werd geproduceerd door Ton van der Lee, Coach Agency, Delta Filmproductions en Hard Core Music Films. De documentaire werd geregisseerd door Eugene van den Bosch, Jan Eilander, Ton van der Lee en Frenk van der Sterre.